# Issoire
Issoire este un oraș în Franța, sub-prefectură a departamentului Puy-de-Dôme, în regiunea Auvergne, la confluența dintre râul Couze Pavin și Allier.